# Júlio Mendonça
Júlio Mendonça (Viana), é um político brasileiro, filiado ao PCdoB. Nas eleições de 2022, foi eleito deputado estadual pelo MA.